# Football Club Van
Maillots
Actualités
Le Football Club Van (en arménien : Ֆուտբոլային Ակումբ Վան), plus couramment abrégé en FC Van, est un club arménien de football fondé en 2019 et basé dans la ville de Charentsavan.

## Histoire
Le FC Van est fondé le 31 mai 2019 dans la ville de Charentsavan, par l'homme d'affaires russo-arménien Oleg Ghukasov. Le club termine la saison 2019-2020 en tant que champion de deuxième division, et se voit promu en première division, après avoir reçu le feu vert de la Fédération arménienne.

## Bilan sportif

### Palmarès
| Compétitions nationales                                               |
| --------------------------------------------------------------------- |
| - Championnat d'Arménie de deuxième division (1) : - Champion : 2020. |

### Bilan par saison
| Saison    | Championnat | Championnat | Championnat | Championnat | Championnat | Championnat | Championnat | Championnat | Championnat | Championnat | Coupe d'Arménie  |
| Saison    | Division    | Pos         | Pts         | J           | V           | N           | D           | BP          | BC          | Diff        | Coupe d'Arménie  |
| --------- | ----------- | ----------- | ----------- | ----------- | ----------- | ----------- | ----------- | ----------- | ----------- | ----------- | ---------------- |
| 2019-2020 | 2e          | 1er         | 70          | 28          | 22          | 4           | 2           | 90          | 18          | +72         | Quarts de finale |
| 2020-2021 | 1re         | 6e          | 31          | 24          | 9           | 4           | 11          | 25          | 30          | -5          | Quarts de finale |
| 2021-2022 | 1re         | 8e          | 25          | 32          | 6           | 7           | 19          | 19          | 47          | -28         | Demi-finales     |

Légende
- Promotion en division supérieure.
- Relégation en division inférieure.

## Personnalités du club

### Présidents du club
- Sergeï Ghoukasov

### Entraîneurs du club
- Karen Barseghian (31 mai 2019 - 31 juillet 2020)
- Sevada Arzumanian (31 juillet 2020 - 2 février 2021)
- Konstantin Zaïtsev (2 février 2021 - )